# Spoorlijn Iserlohn - Schwerte
De spoorlijn Iserlohn - Schwerte is een Duitse spoorlijn en is als spoorlijn 2841 onder beheer van DB Netze.

## Geschiedenis
Het traject werd door de Preußische Staatseisenbahnen geopend op 1 oktober 1910.  

## Treindiensten
De Deutsche Bahn verzorgt het personenvervoer op dit traject met RB treinen.
| Serie | Treinsoort                  | Route                                                      | Bijzonderheden                                                                          |
| ----- | --------------------------- | ---------------------------------------------------------- | --------------------------------------------------------------------------------------- |
| RB 53 | Regionalbahn (DB Regio NRW) | Dortmund Hbf – Dortmund Hörde – Schwerte (Ruhr) – Iserlohn | Ardey-Bahn 2x per uur Dortmund-Schwerte, 1x per uur van/naar Iserlohn en in het weekend |

## Aansluitingen
In de volgende plaatsen is of was er een aansluiting op de volgende spoorlijnen:
Iserlohn
DB 2850, spoorlijn tussen Letmathe en Fröndenberg
Schwerte
DB 2550, spoorlijn tussen Aken en Kassel
DB 2113, spoorlijn tussen Dortmund-Hörde en Schwerte
DB 2840, spoorlijn tussen Schwerte en Holzwickede
DB 2843, spoorlijn tussen de aansluiting Hohensyburg en Geisecke